# Salapraya
Salapraya is een bestuurslaag in het regentschap Pandeglang van de provincie Banten, Indonesië. Salapraya telt 2247 inwoners (volkstelling 2010).